# Callispa horni
Callispa horni es una especie de insecto coleóptero de la familia Chrysomelidae.
Fue descrita científicamente por primera vez en 1927 por Uhmann.